# Anca Grosu
Anca-Ligia Grosu (* 30. April 1962 in Klausenburg) ist eine rumänisch-deutsche Strahlentherapeutin (Radioonkologin) und Hochschullehrerin am Universitätsklinikum Freiburg. Sie forscht an der Entwicklung der personalisierten Therapie in der Radioonkologie. Seit 2007 ist sie Direktorin der Klinik für Strahlenheilkunde am Universitätsklinikum Freiburg und seit 2018 Mitglied der Nationalen Akademie der Wissenschaften Leopoldina.

## Ausbildung und Karriere
Anca Grosu studierte Humanmedizin am Institut für Medizin und Pharmazie (IMF) in Cluj-Napoca/Klausenburg (Rumänien). Anschließend wechselte sie für ihre Facharztausbildung nach München, zunächst an die Neurologische Klinik des Städtischen Krankenhauses Harlaching und danach an das Klinikum Rechts der Isar der Technischen Universität  München, Institut für Röntgendiagnostik/Sektion Neuroradiologe. Im April 1995 begann sie die Facharztweiterbildung in der Klinik und Poliklinik für Strahlentherapie und Radiologische Onkologie. Im Jahr 2000 wurde sie Fachärztin für Strahlentherapie und Radiologische Onkologie. Von 2000 bis 2006 war sie Oberärztin an der Klinik und Poliklinik für Strahlentherapie und Radiologische Onkologie am Klinikum rechts der Isar und habilitierte dort 2003 zum Thema Hochpräzisionsstrahlentherapie bei Hirntumoren. Ihre Forschungsaktivitäten trugen wesentlich zur Einführung und Weiterentwicklung von speziellen, hochpräzisen Bestrahlungsmethoden wie Radiochirurgie und Stereotaktische Strahlentherapie bei. Ein weiterer wichtiger Schwerpunkt ihrer Recherche ist die Integration biologischer und funktioneller Bildgebung in die Planung und Überwachung der Strahlenbehandlung.
Von 2006 bis 2007 forschte sie in den Bereichen Präzisionsstrahlentherapie und Protonentherapie an der  Harvard Medical School am Massachusetts General Hospital im Department of Radiation Oncology / Proton Therapy Center in Boston (USA).
Seit 2007 ist sie Professorin (W3) und Ärztliche Direktorin der Klinik für Strahlenheilkunde des Universitätsklinikums Freiburg.

## Weitere Ämter
An der Albert-Ludwigs-Universität Freiburg war Anca Grosu 2010–2013 Prodekanin und Vizedekanin der Medizinischen Fakultät und 2013–2019 Mitglied des Senats. Seit Oktober 2020 ist sie Mitglied des Universitätsrats der Albert-Ludwigs-Universität Freiburg.
Sie ist Mitglied im Beirat der Deutschen Krebshilfe.
Weiterhin ist sie Außerordentliche Professorin an der Ohio State University, USA.
Grosu ist Mitgründerin der interdisziplinären Arbeitsgruppe Nuklearmedizin und Strahlentherapie der Deutschen Gesellschaft für Radioonkologie (DEGRO) und Gründerin der interdisziplinären Arbeitsgruppe Neuroradioonkologie der Deutschen Gesellschaft für Radioonkologie (DEGRO).
Sie ist Mitglied des Vorstandes der Deutschen Neuroonkologischen Arbeitsgemeinschaft (NOA) und Präsidentin der Jahrestagung der Deutschen Gesellschaft für Radioonkologie (DEGRO) 2021 und 2022.

## Forschungsschwerpunkte
- Biologische Bildgebung zur personalisierten Strahlentherapie: Anca Grosu erforscht die Nutzung der biologischen Bildgebung – Positronen-Emissions-Tomographie (PET) und multiparametrische Magnetresonanztomographie (mpMRT) – um die Strahlentherapie sowie deren Planung und Monitoring zu optimieren. Durch den Einsatz von Biomarkern, Bio-Imaging und biologischer Bestrahlungsplanung werden die individuellen Bedürfnisse der Patienten im Sinne einer personalisierten Strahlentherapie berücksichtigt.
- Weitere Schwerpunkte sind: Präzisionsstrahlentherapie (Radiochirurgie und Stereotaktische Strahlentherapie, Interventionelle Radioonkologie), Verbindung von Strahlentherapie und Immuntherapie, Strahlentherapie bei älteren Patienten, Strahlentherapie und Lebensqualität und Digitalisierung in der Radioonkologie.

Die Erkenntnisse ihres Teams wurden durch groß angelegte, international anerkannte klinische Studien überprüft und werden in der Diagnose und Behandlung von Tumoren angewendet.

## Auszeichnungen
- seit 2018 Mitglied der Nationalen Akademie der Wissenschaften Leopoldina
- Alfred-Breit-Preis 2020 der Deutschen Gesellschaft für Radioonkologie (DEGRO) für die Integration von biologischer Bildgebung in die Strahlentherapie-Planung
- 2022 wurde Grosu als Honorary Fellow of the American College of Radiology (FACR) aufgenommen